# Mike Doyle (homme politique)
Michael F. Doyle  dit Mike Doyle, né le 5 août 1953 à Swissvale, est un homme politique américain, élu démocrate de Pennsylvanie à la Chambre des représentants des États-Unis depuis 1995.

## Biographie
Mike Doyle est originaire de Swissvale, dans la banlieue de Pittsburgh. Il est diplômé de l'université d'État de Pennsylvanie en 1975. Il est élu au conseil municipal de sa ville natale de 1977 à 1981. De 1979 à 1994, il travaille pour le sénateur d'État Frank Pecora.
En 1994, il est élu à la Chambre des représentants des États-Unis dans le 18e district de Pennsylvanie, autour de Pittsburg, avec 54,8 % des voix face au républicain John McCarty. Deux ans plus tard, il remporte un second mandat avec 56 % des suffrages. Depuis, il est réélu représentant tous les deux ans, en rassemblant toujours plus de 67 % des voix et souvent sans opposant républicain.